# Mingorría
Mingorría es una villa y un municipio de España perteneciente a la provincia de Ávila, en la comunidad autónoma de Castilla y León. La localidad se encuentra a 12 km de la capital provincial, bien comunicada, junto a la línea férrea Madrid-Hendaya y a la carretera N-403, que une Toledo con Valladolid. Tiene un núcleo de población anejo: Zorita de los Molinos con muy poca población. En 2017 contaba con una población de 394 habitantes.

## Toponimia
Hay quien sostiene con sobrado fundamento que el topónimo Mingorría conserva las reminiscencias vascas (mingorría, de mendi gorria, pronunciado gorría, "monte rojo" o "tierra roja") de su fundación, como ocurre en otros tantos casos de la provincia de Ávila, igual que en Navarra también existe otro pueblo de similares características topográficas que se llama Mendigorría. 
En el "Becerro de Visitaciones de Casas y Heredades o Libro Becerro Primordial de toda la Hacienda del Cabildo de Ávila" del año 1303, conservado en el Archivo Histórico Nacional y que ha investigado Ángel Barrios ya aparece el nombre de NINGORRÍA, refiriéndose claramente al actual pueblo de MINGORRÍA, pues es casi segura la asimilación por el cambio de las líquidas iniciales -"M" por "N".
Así mismo, MINGORRÍA ya figura como ENGORRÍA, una de las aldeas que pertenecían al cabildo de Pajares dependiente del obispado abulense, en el libro "Consignación de rentas ordenada por el Cardenal Gil Torres a la iglesia y Obispado de Ávila", publicado en Lyon en el año 1250, conservado en el archivo de la catedral de Ávila y publicado por Eduardo Tejero, donde se consigna una renta por la cantidad de diez morabentinos. 
Otra leyenda "inventada" en la primera mitad del siglo XX atribuye el nombre de Mingorría al aviso que dio José Chinchurreta al monarca Felipe II para justificar el retraso en el suministro de granito durante las obras del Monasterio de El Escorial. "Mingorria (mal rojo), Jauna" señaló, que se puede traducir como "sarampión, señor".
No demasiado lejos se alza el cerro de Gorría (1715 m) y poblaciones como Chamartín o Chaherrero muestran también esta vinculación (de etxea Martín y de etxea Herrero, siendo etxea, «casa»). Sin embargo el verdadero origen de este lugar sigue siendo un misterio y bien pudiera suceder que el asentamiento actual fue producto de la repoblación de la Meseta por navarros, vascones, astures, y cántabros en la Edad Media una vez reconquistadas estas tierras a los árabes.

## Geografía
Ubicación
Mingorría está situada a una altitud de 1032 m sobre el nivel del mar, en un entorno caracterizado por el afloramiento de rocas graníticas en una zona de transición entre el sistema Central y la Meseta Norte. Se caracteriza por un clima continental con inviernos largos y rigurosos y veranos cortos pero cálidos. Su pluviosidad es escasa y la agricultura es de secano. Su término municipal limita al norte con los de Santo Domingo de las Posadas y Pozanco, al este con el de San Esteban de los Patos; al oeste con los de Peñalba de Ávila y Cardeñosa; y al sur con el de Ávila. Predomina en la vegetación la encina.
| Noroeste: Peñalba de Ávila | Norte: Pozanco | Noreste: Santo Domingo de las Posadas |
| Oeste: Cardeñosa           |                | Este: San Esteban de los Patos        |
| Suroeste: Cardeñosa        | Sur: Ávila     | Sureste: San Esteban de los Patos     |

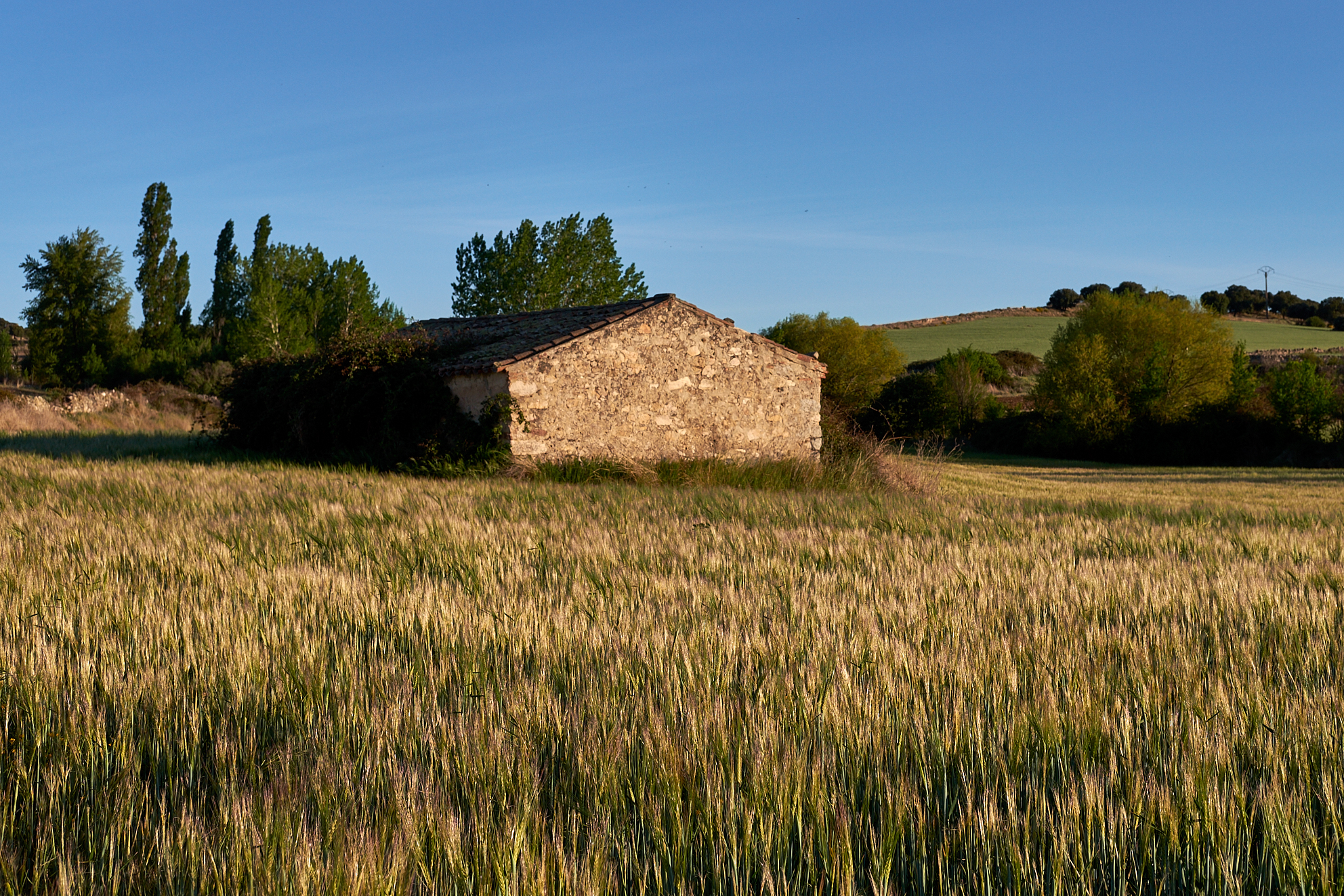
Paisaje en los alrededores de la localidad

El río Adaja recorre el término de sur a norte, si bien su curso está alejado unos 5 km del casco urbano. En 1984 se inició la construcción de una gran presa en el punto en que se encuentran los términos municipales de Mingorría, Cardeñosa y Ávila, junto al castro celta de Las Cogotas, que sería terminada en 1994. El río tiene a su paso una infinidad de molinos, si bien la mayoría están en estado ruinoso salvo el de Hernán Pérez que sigue funcionando como hace cuatro siglos.
Cuenta el municipio con la población aneja de Zorita de los Molinos.

## Historia

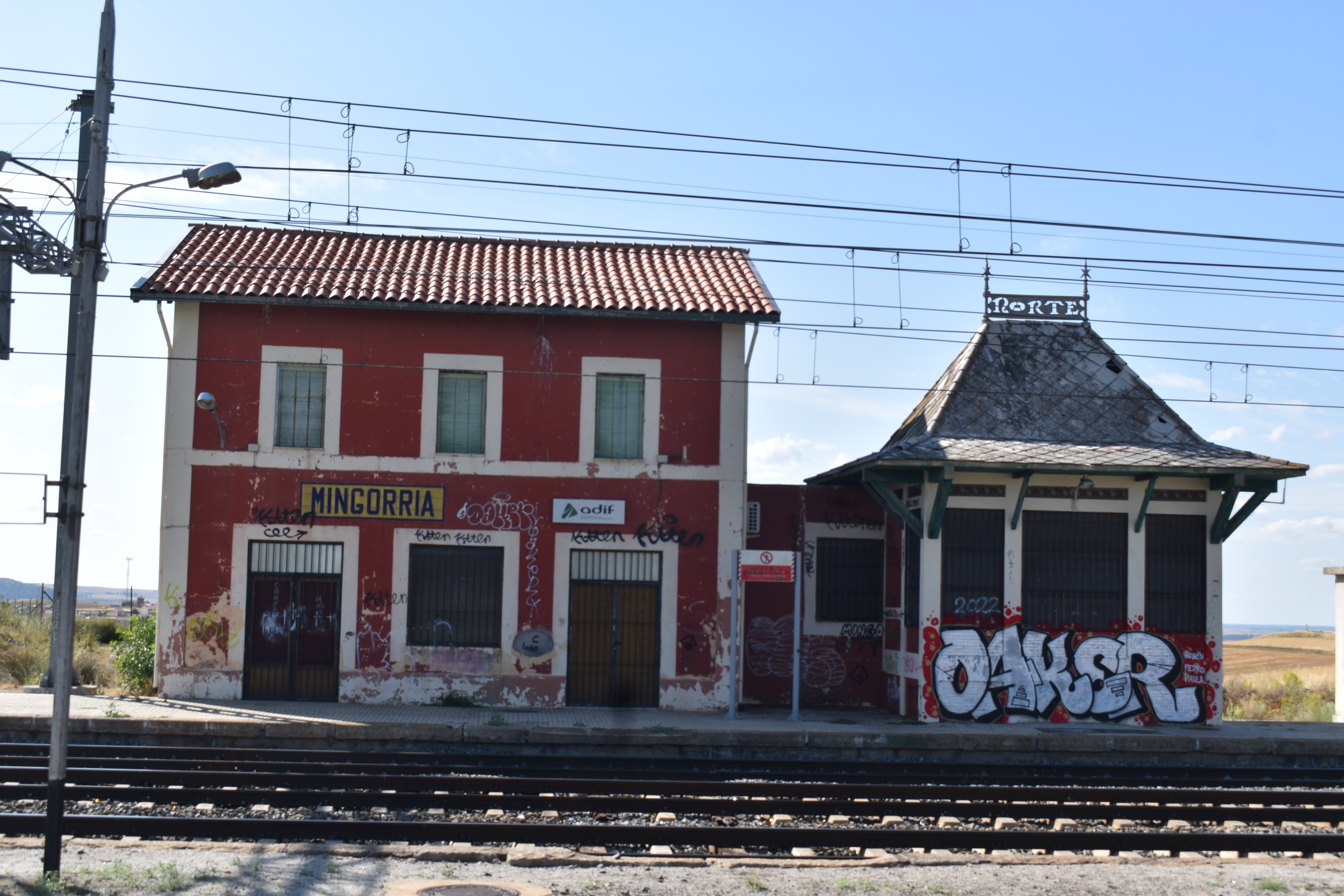
Estación de ferrocarril

Existen en su término municipal vestigios de culturas prerromanas; junto a la ermita de la Virgen se conserva un verraco de clara tipología vettona sobre cuya función los arqueólogos han establecido diferentes teorías. Para Álvarez Sanchis se trata de símbolos que tenían por objeto señalar los pastos para el ganado en las zonas cercanas a los grandes castros, en este caso el cercano de las Cogotas.
La documentación existente permite seguir la evolución de Mingorría desde finales del siglo XV. Su iglesia, de clara planta y arquitectura herreriana, cuenta con diversos altares de estilo barroco con columnas churriguerescas y con un órgano de gran tamaño. Las dimensiones del templo hacen pensar en que la localidad tuviese entonces una gran importancia.
Durante el reinado de Felipe IV —circa 1660— la localidad recibió de manera conjunta a San Esteban de los Patos el privilegio de villazgo, convirtiéndose con esta última en un señorío al decir de algún autor. A este respecto se suscitaron diversos pleitos produciéndose también una declaración identitaria recogida en el Catastro de Ensenada en 1751, donde se afirma: "La villa de Mingorría es señora de sí misma por compra hecha de su Jurisdicción ordinaria a S.M. como consta de Reales Cédulas confirmadas a que se remiten y comprendidas en la Intendencia de la Ciudad de Ávila, y todas las reales contribuciones generalmente establecidas pertenecen a el Rey nuestro señor a excepción del derecho de alcabalas y el primero y segundo uno por ciento, que pertenecen a esta villa por compra hecha a S.M.".
Mingorría fue un pueblo tradicionalmente de canteros, en el que hoy habitan algo menos de 500 personas (INE 2007), entre los que se incluyen los habitantes de Zorita de los Molinos, la población aneja que no perteneció al municipio hasta mediados del siglo XIX.
La extracción y trabajo de la piedra de granito fue muy intensa después de la guerra civil gracias, también, a la modernización del ferrocarril Madrid-Hendaya que fue electrificado y contó desde entonces con doble vía. El declive de la cantería, junto con el abandono de las labores agrícolas, supuso un proceso que a finales de los setenta condujo a una intensa despoblación que ha reducido su número de habitantes de forma llamativa. Este proceso es muy característico de toda la comunidad autónoma de Castilla y León, la mayor unidad subestatal de la Unión Europea.
En la actualidad el ferrocarril no efectúa parada en este municipio. En febrero de 2024, ADIF demolió los edificios de la estación tras la autorización concedida por el Ayuntamiento en 2022. La actividad comercial se ha reducido notablemente. Paradójicamente, la cercanía a la capital abulense ha intensificado un proceso que es propio de todos los pueblos de la región.

## Demografía
El municipio tiene una superficie de 30.69 km2. En 2022 tenía una población de 385 habitantes y una densidad de 12.54 hab./km2.
| Gráfica de evolución demográfica de Mingorría entre 1842 y 2021 |
| |
| < Entre el censo de 1857 y el anterior, crece el término del municipio porque incorpora a 055024 (Zorita de los Molinos) Población de derecho según los censos de población del INE. Población de hecho según los censos de población del INE. |

| Gráfica de evolución demográfica de Mingorría entre 1998 y 2022 |
|                                                                 |
| Población a 1 de enero según el padrón municipal del INE.       |

## Administración y política
| Periodo   | Nombre                             | Partido       |
| --------- | ---------------------------------- | ------------- |
| 1979-1983 | Eduardo Pindado García             | Independiente |
| 1983-1987 | Alberto Pérez Álvarez              | Independiente |
| 1987-1991 | Jesús María J. Sanchidrián Gallego | PSOE          |
| 1991-1995 | Jesús María J. Sanchidrián Gallego | PSOE          |
| 1995-1999 | Mª Mar Aldea de Antonio            | PSOE          |
| 1999-2003 | Mª Luz Arroyo Vázquez              | IUCYL         |
| 2003-2007 | Ana Isabel Sanchidrián González    | PSOE          |
| 2007-2011 | Ana Isabel Sanchidrián González    | PSOE          |
| 2011-2015 | Mª Luz Arroyo Vázquez              | IUCYL         |
| 2015-2019 | Juan Ignacio Sánchez Trujillano    | PP            |
| 2019-2023 | Juan Ignacio Sánchez Trujillano    | PP            |
| 2023-act. | Juan Ignacio Sánchez Trujillano    | PP            |

## Patrimonio

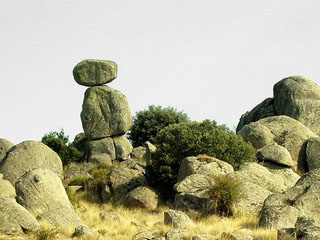
Piedra caballera

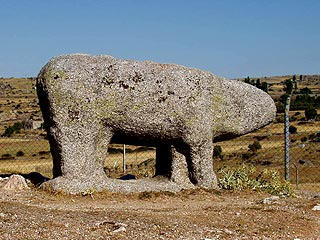
Verraco de Mingorría junto a la ermita de la Virgen

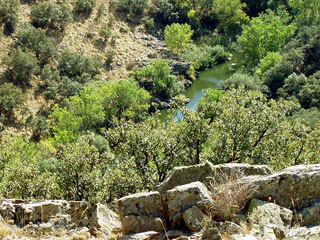
Vista del río Adaja

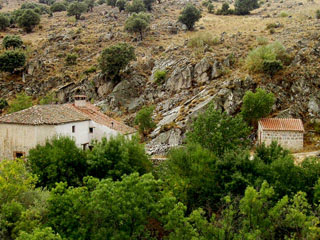
Molino Nuevo o de Los Policas junto al Adaja

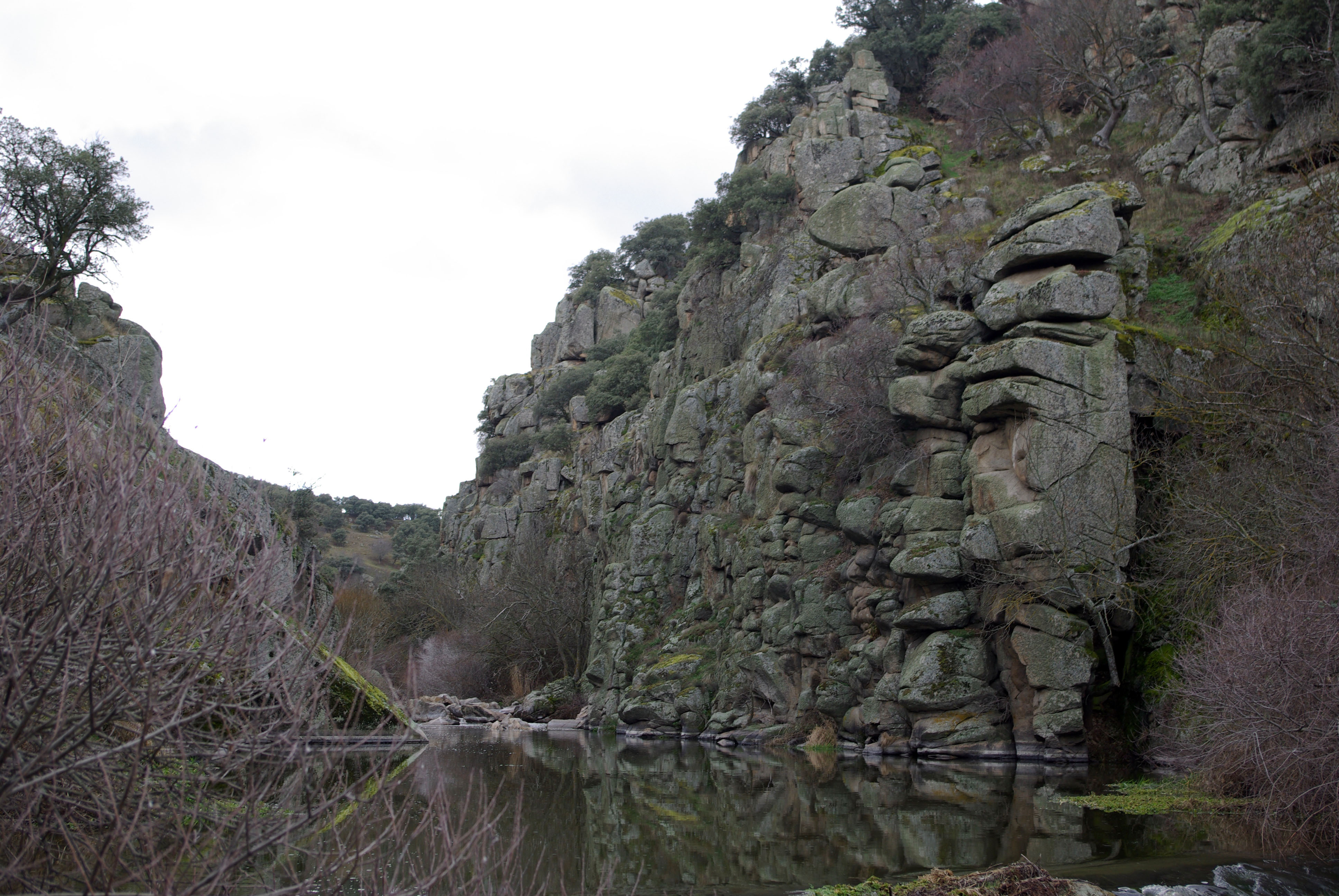
El Adaja cerca de Mingorría

Iglesia parroquial de San Pedro Apóstol
De tres naves, cuenta con un impresionante campanario de sillería granítica.

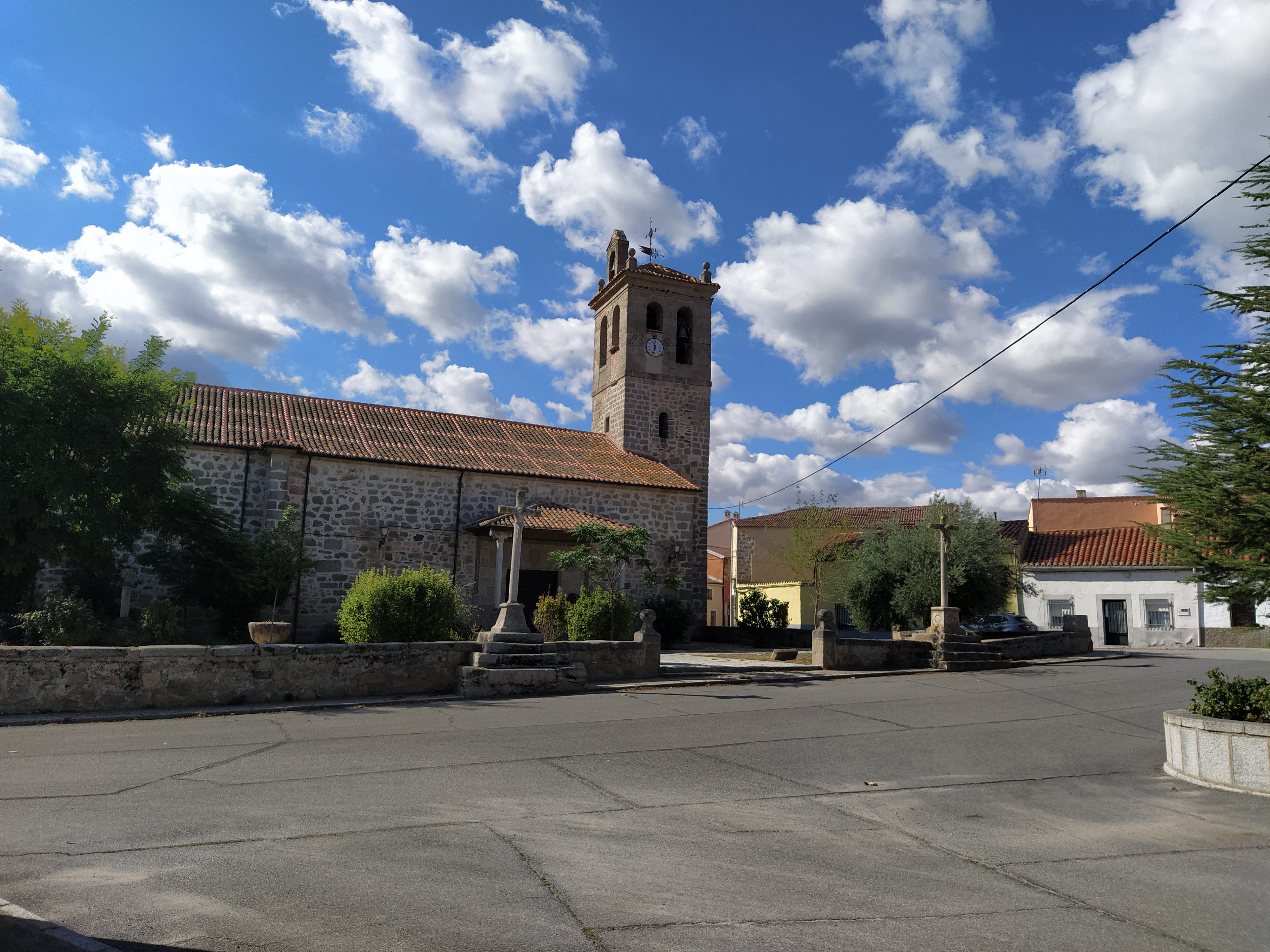
Iglesia parroquial de San Pedro

Ermita de la Virgen o de San Cristóbal
Dedicada a la virgen del Rosario, construida sobre un templo de origen visigodo, y anteriormente sobre algún tipo de templo de origen vettón.
Santísimo Cristo del Berrocal
Ermita hoy sin tejado, en sus alrededores se celebra la Fiesta de las Aguas, donde los habitantes comen el tradicional hornazo y empanadilla el miércoles posterior a la Semana Santa.
Verracos vettones
Construidos por los pueblos celtizados, en la población nos encontramos con dos verracos vettones, uno incrustado en la pared de la ermita y otro en las proximidades.
Iglesia de San Miguel Arcángel, Zorita de los Molinos
Consta de dos naves, ya que la tercera fue utilizada para cementerio de la población, en su ábside podemos contemplar un hermoso fresco dedicado al arcángel
Santísimo Cristo de la Agonía, Zorita de los Molinos
De pequeñas dimensiones, contiene la imagen de Cristo crucificado, tradicional fiesta de Zorita, y que se sacaba en procesión en la Cruz de Mayo.
Molinos Harineros
Molino de Trevejo, Molino de Las Monjas o de Pajuela, Molino Nuevo, Molino del Cubo, Molino del Grillo, Molino de Las Juntas, Molino del Negrillo, y Molino de Ituero.
El paisaje que configura el río Adaja a su paso por Cardeñosa, Mingorría y su anejo Zorita de los Molinos se ve engrandecido por la presencia de multitud de molinos harineros, característicos de una incipiente actividad industrial de trasformación de los productos cerealistas que se ha venido desarrollando en la zona desde el siglo XII de donde se obtenía la harina que hizo famosos a los panaderos de Mingorría.
Los molinos hidráulicos eran las instalaciones de uso colectivo donde se advierte un nivel más elevado de tecnología agraria. Su construcción data de los siglos XIII y XIV, de cuya época son los molinos de Mingorría y Zorita.
Ya en el siglo XVIII, el Catastro del Marqués de la Ensenada de 1751 censa en Cardeñosa los molinos de "Pedro Cojo" y "Pedro Cojillo", situados en la margen izquierda del río Adaja actualmente invadida por la presa de las Cogotas.
En la margen derecha, ya en el término de Mingorría, el Catastro de Ensenada daba cuenta de los molinos de "Trevejo", "Arroyo Pepino", "El Molinillo", "Pajuela", "Las Juntas", "El Obscuro", "El Pontón", "El Negrillo" e "Ituero" propiedad del monasterio de la Encarnación, de la parroquia de San Vicente o de las Obras Pías de la iglesia de Mingorría y excepcionalmente de los particulares.
En el margen izquierda se encontraría "El Batán El Caleño" o "Molino del Francés", hoy desaparecido por el Azud de Zorita de los Molinos, y en el antiguo término de Zorita podemos encontrar "Molino Nuevo" o de "Los Policas", el "Hernán Pérez" propiedad del Monasterio de Santo Tomás, "Molino del Puente" "Molino del Cubo", "Molino del Piar", y "Molino del Vego".

## Cultura
La larga tradición cultural del pueblo Mingorría se constata en numerosas actividades y publicaciones, siendo buen ejemplo de ello la revista cultural "Piedra Caballera", el veterano Certamen de Teatro Infantil que en 2017 cumplió su veinticinco aniversario, la rica biblioteca municipal, las animadas fiestas de Carnavales, "Las Aguas" (primer miércoles después del domingo de resurrección), San Roque (16 de agosto) y virgen del Rosario (primer domingo de octubre), etc. siendo también destacables las creaciones literarias de la poetisa Nieves Álvarez o del novelista Paul Harrison.